# Masaaki Kato
Masaaki Kato (Prefectura d'Aichi, Japó, 22 de desembre de 1958) és un exfutbolista japonès.

## Selecció japonesa
Masaaki Kato va disputar 3 partits amb la selecció japonesa.